# Риадис, Эмилиос
Эмилиос Риадис (греч.  Αιμίλιος Ριάδης , 13 мая 1880, Фессалоники, Османская империя — 17 июля 1935 Фессалоники Вторая Греческая Республика) — видный греческий композитор классической музыки и пианист XX века. Вместе с Мариосом Варвоглисома, Дионисием Лаврангасом, Георгием Ламбелетом, и Манолисом Каломирисом, является одним из основоположников современной Национальной греческой музыкальной школы.
Одновременно Риадис является признанным поэтом.

## Молодость
Эмилиос Риадис родился в столице османской Македонии, городе Фессалоники.
Риадис был сыном фармацевта Эррика (Генриха) Chou (или Hou, первоначально «Houis»), из Цешина в Силезии, утверждавшего, что он грек по происхождению, и местной гречанки Анастасии Григориу-Нини.
В начале своей творческой карьеры избрал себе псевдоним Эмилиос К. Элефтериадис, который затем сократил на Риадис.
Первые уроки игры на фортепиано получил в своём родном городе, у ученика и друга Вагнера, Димитриоса Лалласа (1848—1911).
С 1908 по 1910 учился фортепиано и композиции в Мюнхенской королевской академии музыки (Мюнхенская высшая школа музыки и театра) у Anton Beer-Walbrunn (1864—1929);
С 1910 по 1915 продолжил учёбу в Париже у Гюстава Шерпантье и у Мориса Равеля, где ему уделили внимание французские и греческие коллеги.
Florent Schmitt (1870—1958) именовал его «Греческий Муссоргский»; Равель именовал его mon geniale élève («мой блестящий студент»).

## Салоникийская консерватория
С началом Первой мировой войны, Риадис, как подданный Османской империи, был первоначально арестован, но затем, в 1915 году, был освобождён в вернулся в свой родной город, который с октября 1912 года вновь стал греческим.
Почти через год после освобождения македонской столицы, в 1914 году, по решению премьер-министра Греции Элефтериоса Венизелоса была создана Салоникийская государственная консерватория.
Организацию и дирекцию консерватории Венизелос поручил Александру Казандзису, которого с этой целью Венизелос пригласил из Брюсселя.
Аналогично тому как его учитель, Равель, вступил во французскую армию, Риадис, по возвращении в Салоники в 1915 году, вступил в греческую армию, однако администрация Венизелоса сочла, что его место в новой консерватории.
С 1916 года и до самой своей смерти, Риадис был профессором фортепиано Салоникской консерватории, а с 1920 года стал заместителем директора консерватории.
В 1923 году получил «Национальную премию искусств и литературы».
Говоривший на семи языках и доминирующий в музыкальной жизни города, композитор считался затворником и эксцентричным, его контакты с современными композиторами, такими как Каломирис и Митропулос, и поэтом Костис Паламас были редкими, что делает его биографию после репатриации малоизвестной.
Кроме композиторской и преподавательской деятельности в Салониках, он читал лекции по китайской и древней египетской музыке и Моцарту.
Риадис умер в 1935 году в своём родном городе.

## Оценка творчества Риадиса
Параллельно со своей музыкальной педагогической работой, Риадис наряду с Манолисом Каломирисом стал одним из инициаторов создания греческой Национальной музыкальной школы.
С той лишь только разницей, что если Каломирис, в том что касается его техники, находился под влиянием немецкой музыки (Вагнер, Штраус), то Риадис оставался под влиянием французской музыки.
Но у обоих лидеров национальной школы была общая цель: создание музыки с греческим лицом, музыки, которая независимо от любой техники, должна была исходить из этой земли и выражать её.
Примечательно, что в марте 2002 года, на специальном концерте, организованном Афинским дворцом музыки, с целью отметить французское влияние на греческую музыку начала XX века, были представлены 4 композитора: 2 французских (Равель и Альбер Руссель) и 2 греческих (Риадис и Петрос Петридис).
В дополнение к греческой народной музыке, Риадис также интересовался албанской, турецкой и другой азиатской музыкой, которые также отмечены в его композициях.
Фортепиано в песнях Риадиса иногда имитирует различные народные инструменты.
Риадис сегодня воспринимается как главный представитель греческого Импрессионизма.
Музыковед Георгий Леоцакос пишет, что «Риадис — греческий импрессионист, музой которого является греческая народная музыка, но в руке он держит французское перо».
Риадис написал более 200 песен и обработал более 100 народных песен.
Благодаря своим песням, Риадис часто упоминается не только как «греческий Муссоргский», но и как «греческий Шуберт» и «греческий Вольф».
К большинству своих песен Риадис написал стихи сам.
Кроме этого, он писал прозу и написал около 200 страниц работ по истории музыки.

## Память
Македонская столица чтит память Риадиса.
Его именем назван концертный зал комплекса зданий Международной Салоникской ярмарки, один из двух залов нового Дворца музыки Салоник и одна из центральных улиц города.
В 2000 году дальние родственники Риадиса из Греции и Бельгии подарили Музыкальной библиотеке Греции «Лилиан Вудури» архив Риадиса.
Архив Риадиса состоит из 3529 листов. Из них 733 листов являются текстами прозы и поэзии, 563 листов разные документы и фотографии, в то время как музыкальные рукописи Эмилиоса Риадиса насчитывают 2233 листа.
Благодаря усилиям работников Музыкальной библиотеки, музыковеда Георгия Леоцакоса и дирижёра Афинского государственного оркестра Вирона Фидедзиса, за последние 30 лет творчество Риадиса получило широкую известность.
В 2005 году из музыкантов Государственного оркестра Салоник был образован квартет камерной музыки «Эмилиос Риадис».

## Избранные работы
Оперные фрагменты
- Галатея, («Γαλάτεια», Музыкальная драма в трёх актах, либретто P. Ch. Jablonski, 1912-13.
- Зелёная дорога (La route verte, Опера в одном акте, либретто J. Valcler, 1914)

Музыкальное сопровождение
- Саломея (Уайльд, Оскар), 1922)
- Гекуба (Еврипид), для оркестра 1927)
- Рике с хохолком (Riquet à la houppe T. de Banville 1929)

Инструментальная музыка
- Колыбельная (Νανούρισμα для скрипки и фортепиано, 1908)[13]
- Фуга до минор для фортепиано 1909
- Трагическая прелюдия или Симфониетта (Prélude tragique — Symphonietta для фортепиано 1911); в редакции Македонские тени (Ombres macédoniennes для двух фортпиано, 1912)
- Три греческих танца (Trois danses grecques для фортепиано, 1925)
- Дань Равелю (Hommage à Ravel для фортепиано)
- Две сонаты для виолончело и фортепиано
- Струнные квартеты соль минор, ре минор
- Призыв к миру (Invocation à la paix для оркестра)

Хоровая музыка
- Служба Иоанна Хризостома («Ιερά Λειτουργία Ιωάννου Χρυσοστόμου»)
- Христос Воскресе («Χριστός Ανέστη»)
- Служба Страстной Пятницы

Песни
- 18 опубликованных песен
- Восточные песни («Chansonette Orientale»)
- Жасмины и минареты («Γιασεμιά και Μιναρέδες»)
- Пять македонских песен («Πέντε Μακεδονικά Τραγούδια»)
- 13 маленьких греческих мелодий («13 Μικρές ελληνικές μελωδίες»)
- 12 греческих и 3 албанские народных песен («12 ελληνικά και 3 αλβανικά δημοτικά τραγούδια»)
- 5 танцевальных песен («5 χορευτικά τραγούδια»)
- 2 танцевальных песен («2 χορευτικά τραγούδια»)
- 9 маленьких ромейских (греческих) песен («9 μικρά ρωμέικα τραγούδια»)
- 3 оплакивания («3 μοιρολόγια»)
- около 50 неизданных песен

## Поэтические сборники
- 1907: Тени и Сны («Σκιαί και Όνειρα»),
- 1920: Появление двух любимых («Το Πέρασμα των 2 Αγαπημένων»)
- 1920 Македонский дневник (το «Μακεδονικόν Ημερολογίον»)
- 1920 Одна музыкальная история («Μία Ιστορία της Μουσικής»).